# 乌龙江

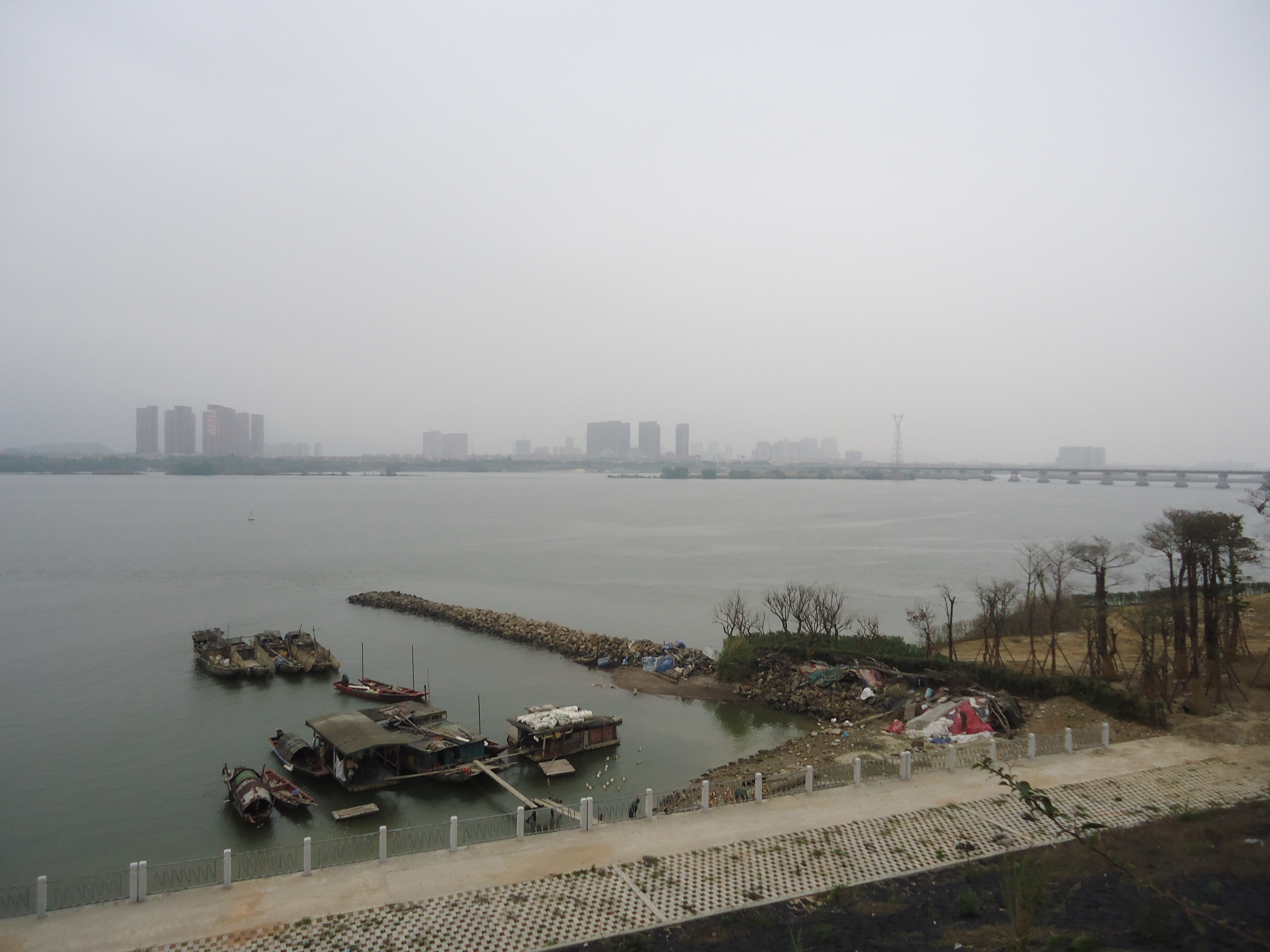
乌龙江，摄于福州洪塘乡，金山寺附近。

乌龙江，又称南港、閩江南港，是閩江下游重要的支流之一，位於福州，和白龍江相對，為閩江幹流自南臺島西端分流。其由西北往东南方向依次接纳溪源江、大樟溪、淘江三条主要支流后穿过峡口峡，于三江口与闽江北港汇合，往东北方向流入臺灣海峡。
闽江流至福州怀安后分为白龙江和乌龙江两条分流，两江汇合成马江入海。乌龙江位于南台岛南侧，经过怀安、洪塘、凤岗、阳歧、螺洲、峡门流入马江。
乌龙江全程约40公里，分为洪塘江、金锁江、阳歧江、螺江和峡江5个水段。乌龙江江面有乌龙江大桥、乌龙江高速公路大桥和道庆洲大桥。